# Alexander Pavlovich Vinogradov
Alexander Pavlovich Vinogradov (em russo:  Александр Павлович Виноградов; Petretsovo, Oblast de Iaroslavl, 21 de agosto de 1895 — Moscou, 16 de novembro de 1975) foi um químico soviético.